# William Boyce
William Boyce (křest 11. září 1711 Londýn - 7. února 1779 Londýn) byl anglický hudební skladatel a varhaník. Proslul svými hymny a sbírkou duchovních skladeb Cathedral Music. Napsal osm symfonií, tvořil též instrumentální hudbu, světské chorály či hudby k divadelním představením masky. V závěru života zcela ohluchl.

## Život
Nejprve se hudebně vzdělával u sbormistra Charlese Kinga a varhaníka Maurice Greena, později též u J. Ch. Pepusche. Roku 1734 získal místo učitele hry na cembalo a varhaníka v Kapli Svatého Petra v Londýně, která se tehdy nazývala Oxford Chapel. Roku 1736 se stal varhaníkem u Svatého Michaela v Cornhillu. Ve stejném roce byl jmenován skladatelem Královské kaple. V roce 1738 byl spoluzakladatelem The Royal Society of Musicians. Roku 1740 představil v Dublinu ódu ke Svaté Cecílii (See famed Apollo), která ho proslavila, stejně jako následující kantáta Šalamoun. Díky oběma těmto skladbám získal v roce 1745 od krále právo tisknout a vydávat vlastní skladby. V roce 1749 byl jmenován varhaníkem ve farním kostele Všech svatých. Spravoval ho cech truhlářů (jeho otec byl truhlář). V červenci 1749 při příležitosti jmenování vévody z Newcastlu rektorem univerzity v Cambridgi uvedl svou ódu Here all thy active fires diffuse, s textem Williama Masona. Získal za něj na této univerzitě titul doktora hudby. Kolem roku 1750 začal spolupracovat s divadlem Drury Lane v Londýně. Roku 1755 byl jmenován kapelníkem Královské kapely. V roce 1760 byl pověřen napsáním ódy pro pohřeb krále Jiřího II. Napsal hymnus The souls of the righteous. Následujícího roku přidal další hymnus The King shall rejoice pro svatební obřad Jiřího III. s princeznou Šarlotou Meklenburskou. Pro následující korunovaci složil dalších osm hymnů. Postupující hluchota však vedla k tomu, že své posty počal ztrácet. O to víc se soustředil na sběratelskou činnost. Sbíral anglické liturgické skladby a v letech 1760-1773 je postupně publikoval pod názvem Cathedral Music. V řadě anglikánských kostelů je dodnes užívána právě tato sbírka.